# Voussac
 Voussac  là một xã ở tỉnh Allier thuộc miền trung nước Pháp.